# Мода 1900-х років
Мода періоду 1901—1909 років у європейських країнах та тих країнах, котрі знаходились під їхнім впливом, використовували довгі елегантні лінії моди 1890-х. Цей час характеризують високі жорсткі манжети, а також широкі жіночі капелюхи та зачіски в стилі дівчат Гібсона. Введений в кінці десятиріччя паризьким кутюр'є новий колоноподібний силует з заниженою талією став вісником кінця епохи корсетів, як невід'ємної частини жіночого гардеробу.

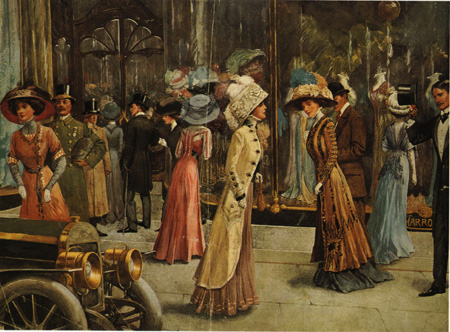
Модниці в Лондоні перед універмагом Harrods,1909 р. Спідниці зі шлейфом та широкополі капелюхи в середині десятиріччя поступилися більш вузьким сукням і вузьким капелюхам з високими тульями. Чоловіки носили циліндри та візитки або капелюхи-котелки та жакетні пари.

## Жіноча мода

### Загальний образ

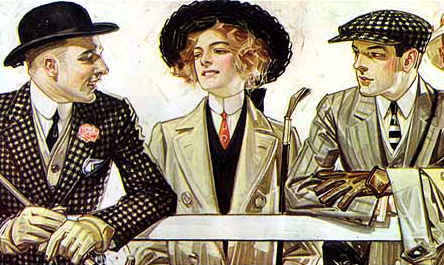
Молоді жінки перейняли у чоловіків високі жорсткі манжети та вузькі краватки. Реклама комірів, 1907 р.

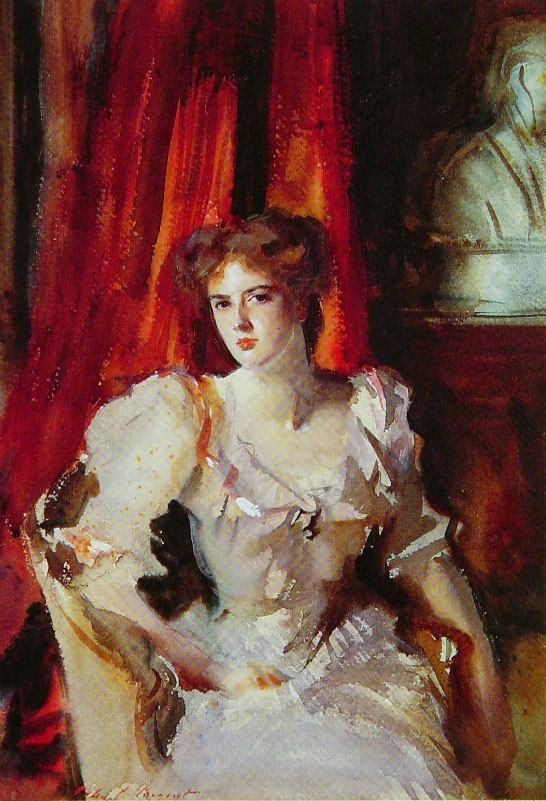
Портрет міс Еден пензля Джона Сінгера Сарджента, котрий демонструє пишні груди, глибокий виріз та масивну зачіску, котра асоціюється з гібсонівськими дівчатами, 1905 р.

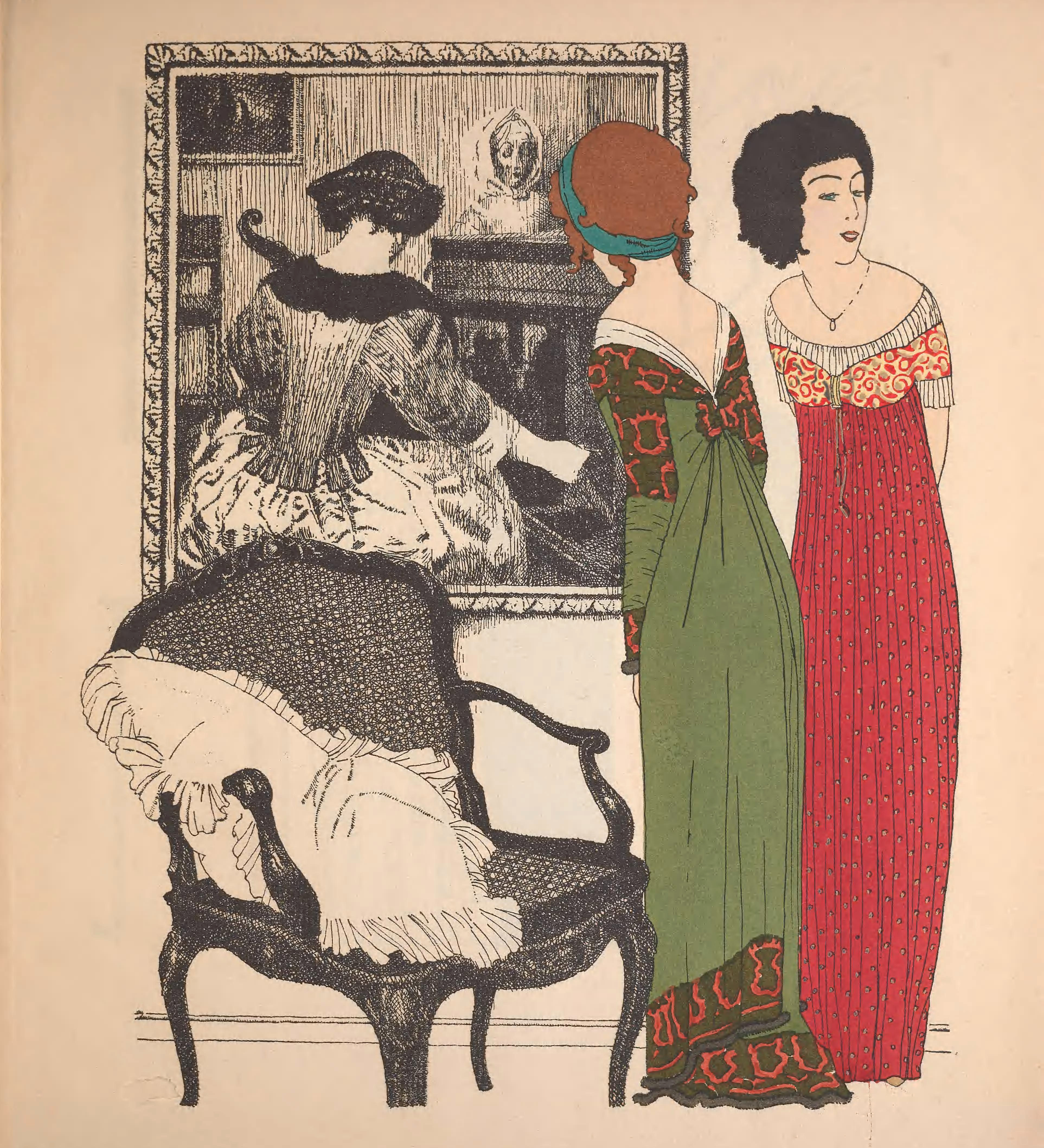
Новий силует, запропонований Полем Пуаре в 1908 році, став радикальним новаторством.

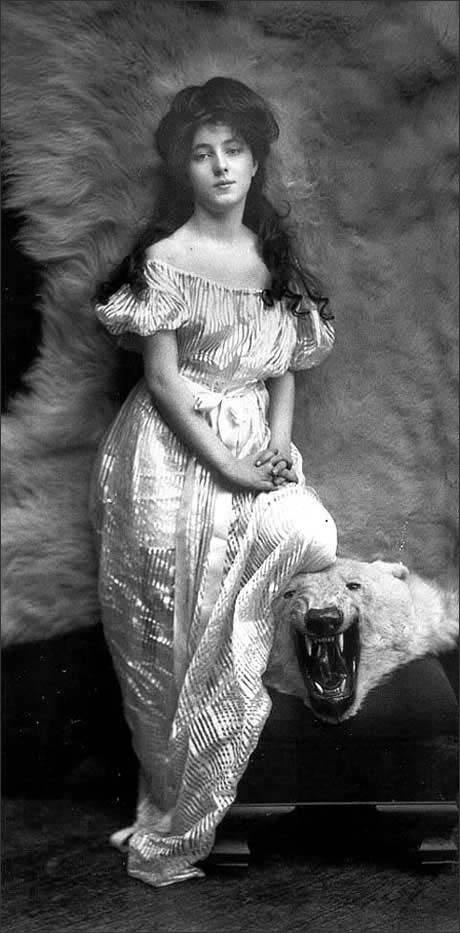
Евелін Несбіт на фотографії 1901 року, частина свого кучерявого волосся, зібрала зверху, а інші водоспадом завитків розсипались на її плечі.

Турнюри зникли, рукава стали збільшуватись та популярний в 1830-х силует «пісочний годинник» знову став актуальним. Модний силует на початку 1900-х - це впевнена жінка з пишними низькими грудьми та пишними стегнами. «Корисний для здоров'я корсет» цього періоду перестав здавлювати живіт та створював S-образний силует.
В 1897 році силует став значно тоншим та довшим. Блузки та сукні закривались спереду щільно та на початку ХХ століття мали напуск спереду — «голубину грудку» над вузькою талією, скошеною наперед. Талія часто підкреслювалась стрічкою або ремінцем. Вирізи часто супроводжувались дуже високими манжетами на ребрах.
Спідниці волоклись по підлозі, часто мали трени, в середині десятиріччя навіть у денних суконь. Новий силует, з більш широкою талією, підкресленим бюстом та вузькими стегнами почали представляти паризькі модні будинки. До кінця десятиріччя найбільш модні спідниці скоротились до щиколоток. Силует в цілому став вже і прямішим, розпочавши тенденцію, котра тривала безпосередньо до Першої світової війни.
На початку 1910 року в огляді багатих учениць випускних класів приватних жіночих шкіл Нью-Йорка зазначалось, що кожна випускниця в середньому витрачала на одяг $556 на рік (біля $14 000 в цінах 2014 року), не враховуючи нижню білизну і витрачала б тоді в чотири рази більше, маючи необмежений бюджет.

### Спортивний одяг та одяг на замовлення
Вільний, зшитий на замовлення одяг надягали для подій на свіжому повітрі та подорожей. Англійська блузка, жіноча блузка на зразок чоловічої сорочки з високим манжетом, стала повсякденним денним одягом та уніформою жінок, які працюють. Шерстяний або твідовий костюм складався зі спідниці довжиною до щиколотки та відповідному жакету, модниці носили його з лисячим хутром та величезними капелюхами. Наприкінці сторіччя з'явились  два нових головних убори: мотоциклетна вуаль для водіння автомобілів та матроський капелюх-канотьє з широкими полями для тенісу, велосипедних прогулянок та гри в крикет.

### Розквіт високої моди
Десятиріччя також відмічено повним розквітом паризької «високої моди» як законодавця стилю та силуетів для жінок будь-якого класу. Модельєри направляли одягнутих за останньою модою моделей на кінні перегони на іподромі Лоншамп, а модні фотографи визначали творців конкретних образів.
В 1908 році Кало Сер (Callot Soeurs), Мадлєн Віоне (Madeleine Vionnet) з модного будинку Жака Дусе, та Поль Пуаре запропонували новий силует. Стилі називались по-різному: Merveilleuse (Щігольской), Directoire (Директорія) и Empire (Імперія), відсилаючись до французької моди епохи ампіру початку XIX століття, на котру походили їх вузькі спідниці та завищені талії.
Нові стилі відрізнялись обтягуючим силуетом з завищеною талією або зовсім неприталеною довжиною спідниць до щиколоток та довгими, схожими на туніки жакетами, вимагали особливого «прямолінійного» корсета. Паризький кореспондент журналу «Vogue» описував новий образ як «все більше та більше прямий… об'єм бюста менше, об'єм стегон менше, а об'єм талії більше… До чого тонкий, до чого вишуканий, до чого елегантний…!»

### Зачіски та капелюхи
В середині десятиріччя носили величезні з широкими полями капелюхи, оброблені безліччю пір'їв і іноді навіть прикрашені опудалами пташок (наприклад, ті, хто міг собі це дозволити, прикрашались опудалами самців колібрі) або декорували стрічками та штучними квітами. В моді були маси кучерявого волосся, закріплених зверху (за необхідністю, на подушечках з кінного волосся, котрі називались «щурами») та зібрані в вузол. Великі капелюхи надягали до вечірнього одягу.
До кінця десятиріччя капелюхи отримали звисаючі вниз невеликі поля, котрі затіняли лице та низькі тульї. Загальний ефект тяжкості залишався.

### Взуття
Взуття було вузьким та часто на ньому робився акцент. Його відрізняв відтягнутий мисок та середньої висоти підбір. Вироблялись та були доступні моделі зі шнурівкою, ґудзиками та лакованою шкірою. Існувало взуття на будь-який випадок: туфлі на шнурках для строгих костюмів, туфлі-човники з ремінцями для святкових виходів або лаковані човнички з перламутровими пряжками та, зрештою, боти, часто оброблені хутром для спасіння від холоду при поїздках в екіпажах взимку.

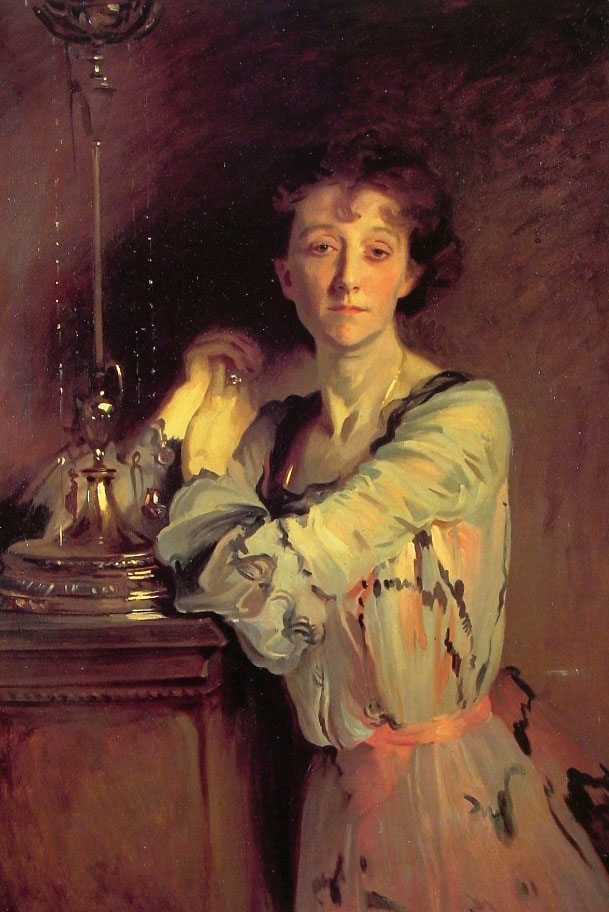
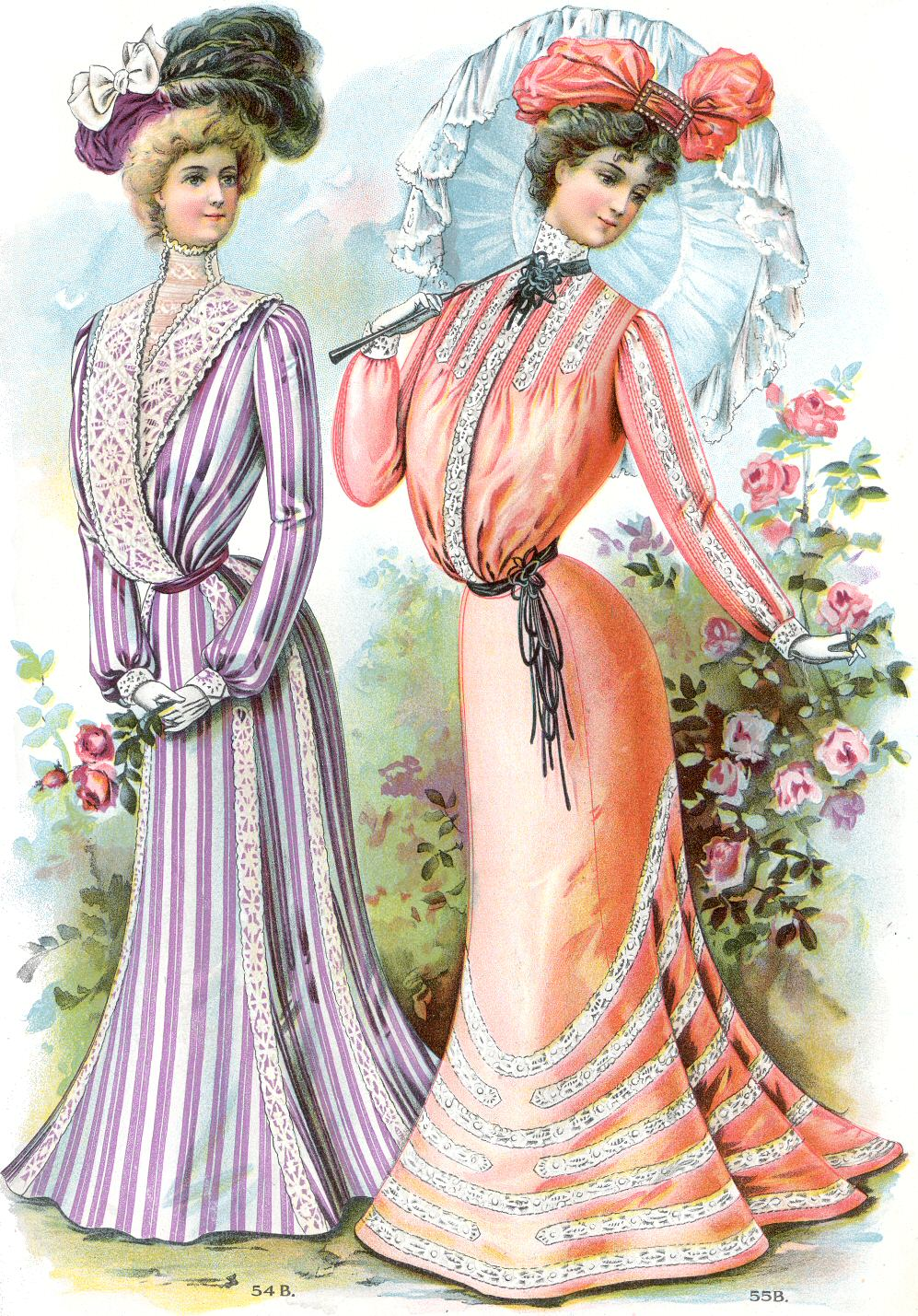
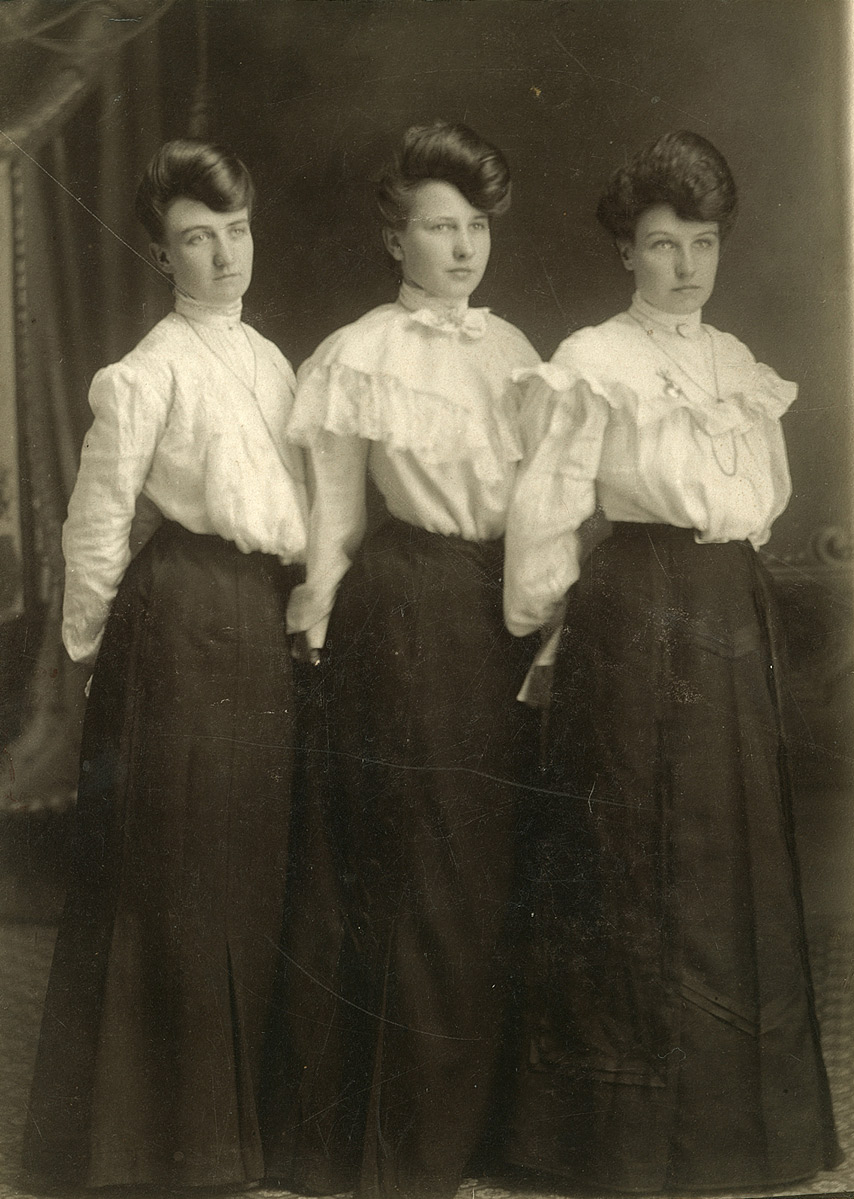
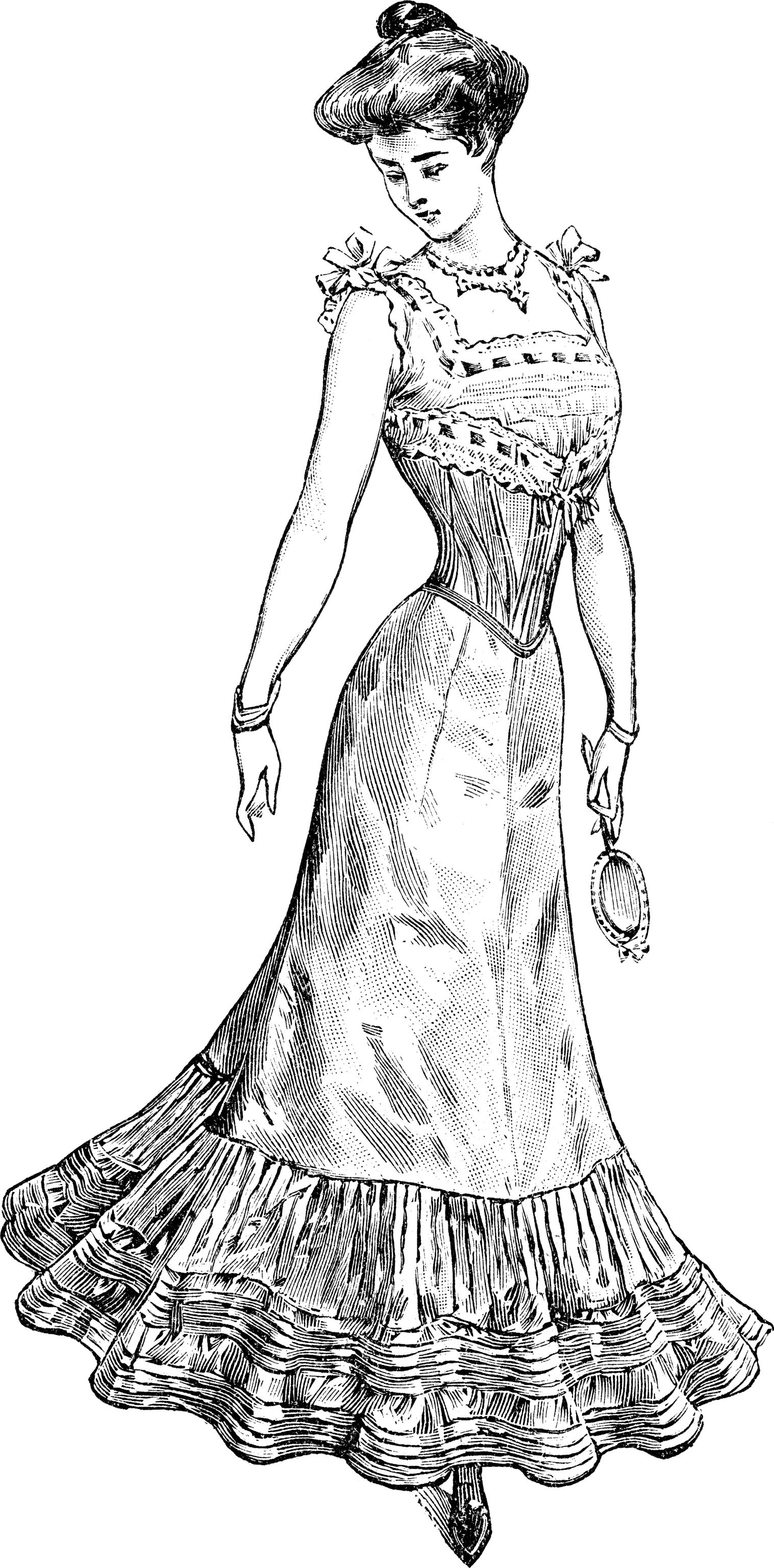
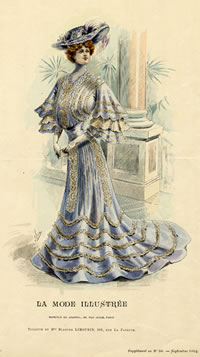
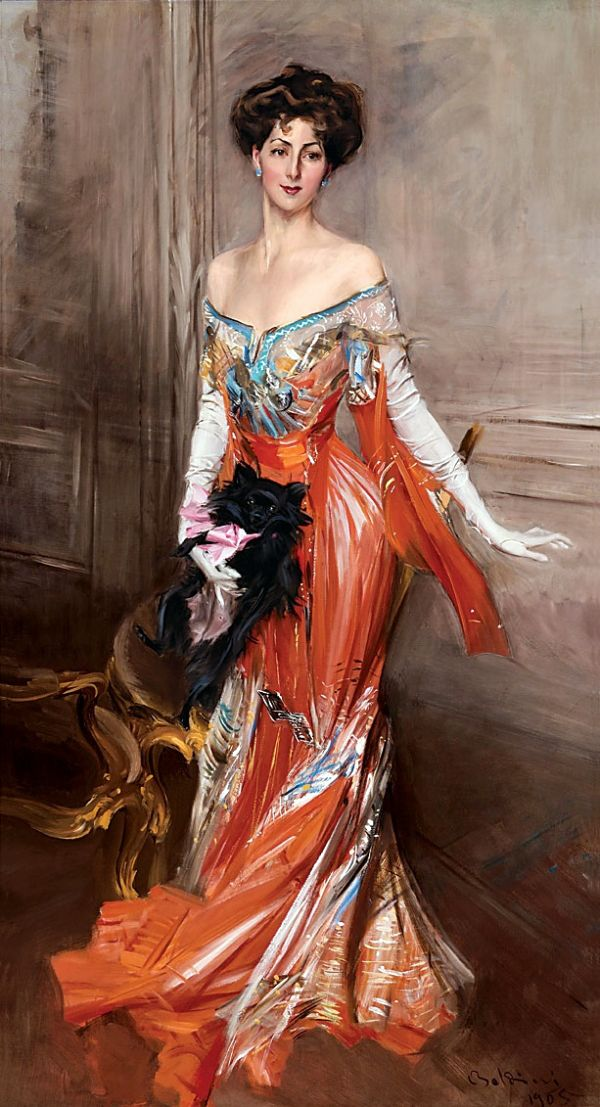
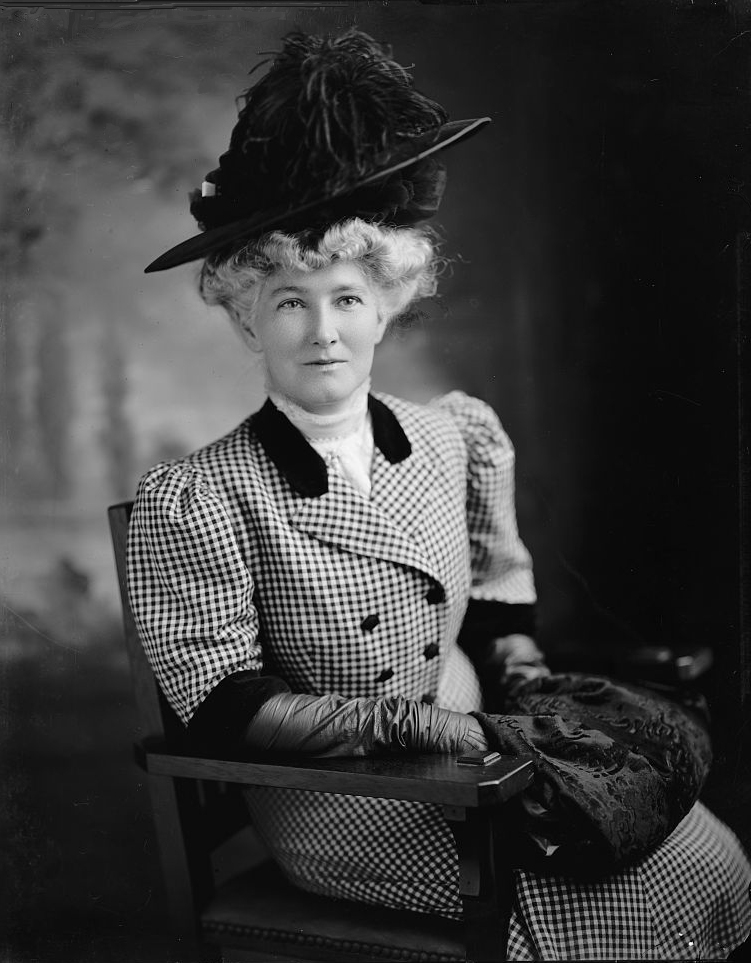
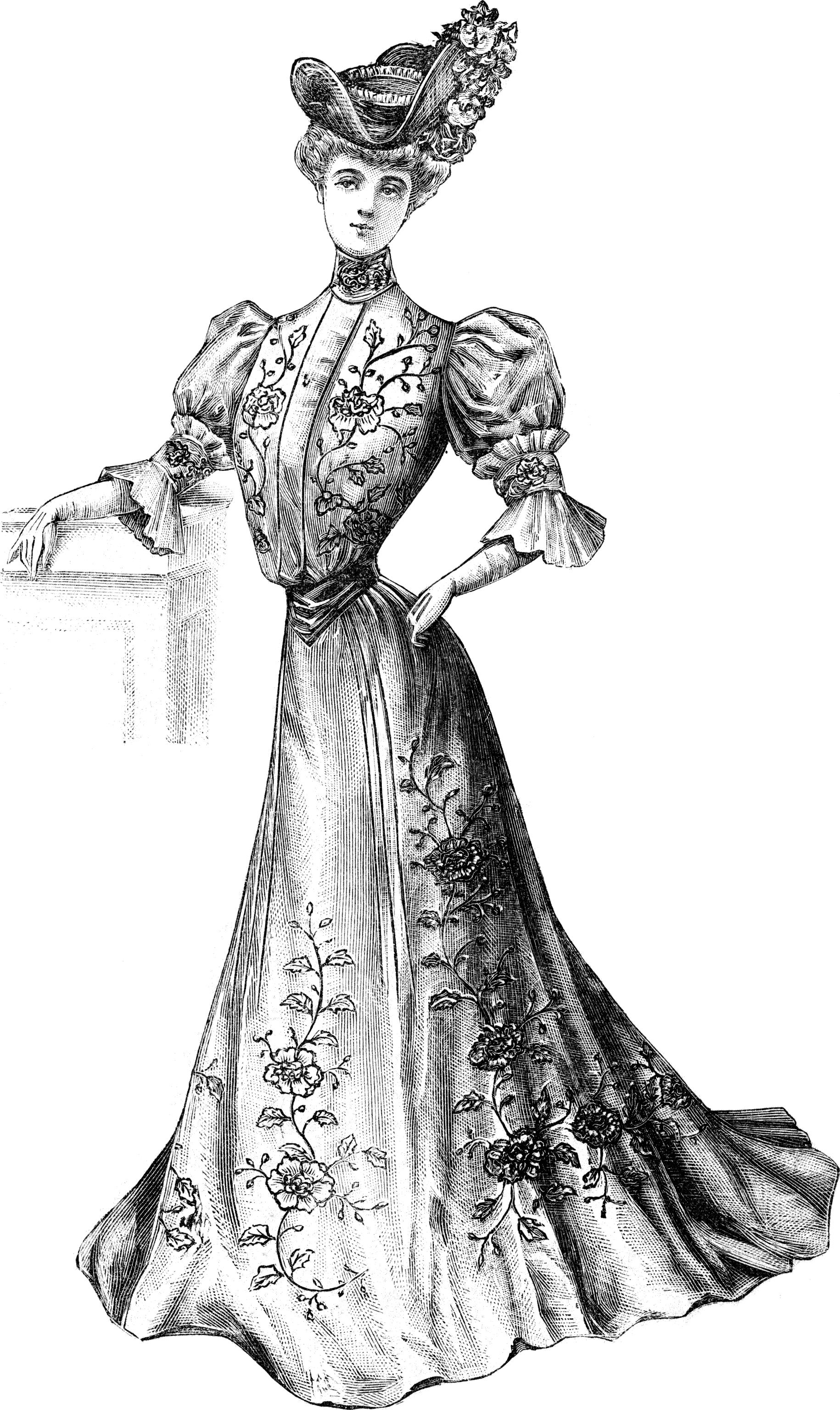
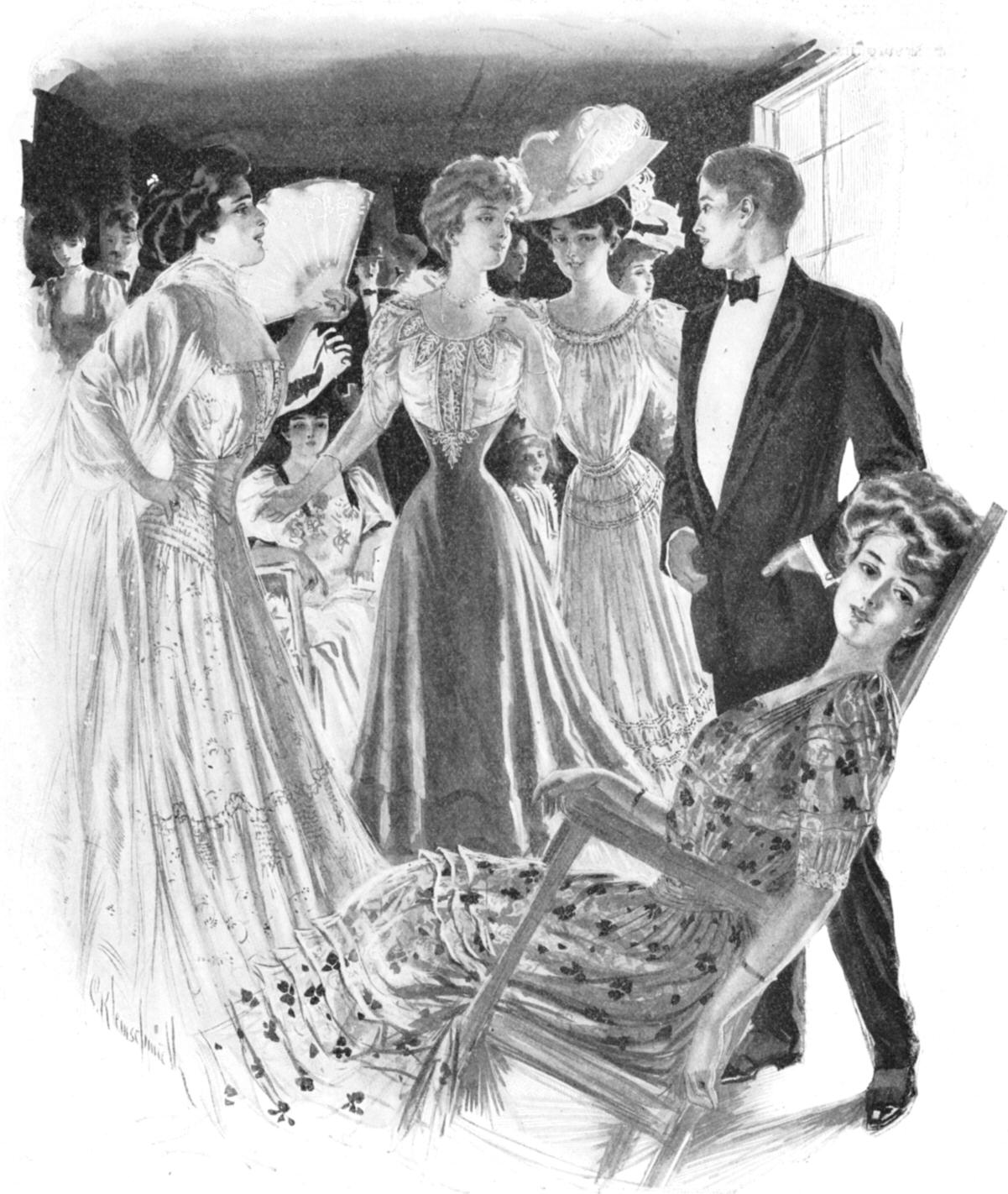

## Чоловіча мода

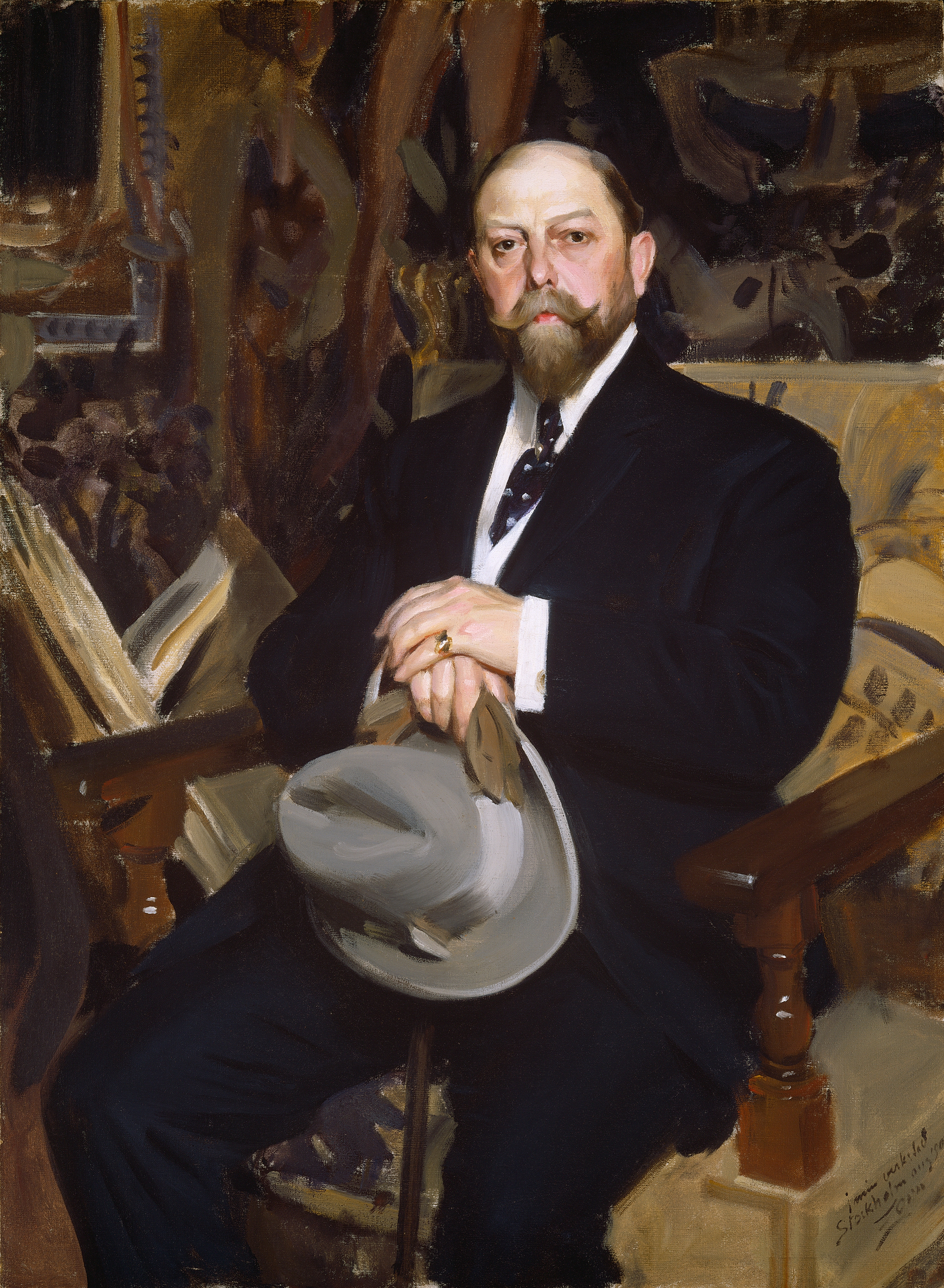
Хьюго Рейсингер носить темний костюм з білим жилетом та краватку в горошок. В руках він тримає модний капелюх «гомбург», 1907 р., пензля Андерса Цорна, 1907 р.

Довгий, худий та спортивний силует 1890-х років залишався актуальним. Волосся в основному носили коротке. Бороди ставали менш гострокутними, за тих, що раніше, а вуса часто закручували.

### Піджаки, жилети та штани
Просторі піджаки або салонні піджаки продовжували витісняти сюртуки в найбільш неформальних та в напівофіційних заходах. Носили як костюми-трійки, котрі складались з просторого піджака та відповідних йому жилету та штанів, так і поєднаного піджака та жилет з контрастними штанами або поєднаними піджак та штани з контрастним жилетом. Штани ставали коротшими, ніж раніше, часто мали вивороти, а складки на них прасувались новим інструментом — пресом для штанів.
Застібка жилетів йшла високо на груди. Зазвичай костюми були однобортовими.
Блейзер, темно-синій або яскравого кольору, або ж смугастий фланелевий піджак викроювався як піджаки з накладними кишенями та мідними ґудзиками, мішкувате пальто з накладними кишенями, надягались для активного відпочинку, вітрильного спорту та іншої повсякденної діяльності.
Норфолкський піджак залишався актуальним одягом для стрільби та іншого відпочинку на свіжому повітрі. Його шили з міцного твіду або аналогічного матеріалу доповнювали парою бантових складок на грудях та спині, а також поясом з тканини. Доповнивши піджак відповідними бриджами, отримали норфолкський костюм. З панчохами до колін та напівчоботями він підходив для велосипедних прогулянок або гри в гольф, а з міцними черевиками або чоботями зі шкіряними гетрами — для полювання.
Для офіційних денних заходів в Європі та найбільших містах світу було прийнято надягати визітівку зі смугастими штанами.
Найбільш формальним вечірнім костюмом залишався темний фрак та підхожі до нього штани з темним або світлим жилетом. До фрака надягали білу краватку-метелик та сорочку з розкосим манжетом-«метеликом». Менш формальним був смокінг з обробленим спереду шовком або атласом манжетом-шаллю (лацкани такого манжета були єдиною кривою). У такого смокінга в цей час зазвичай був лише один ґудзик. Смокінг належало одягати до формальної вечері вдома або в чоловічому клубі. Смокінг носили з білою сорочкою та темною краваткою.
Зимою носили пальто довжиною до коліна або довжиною до гомілок.

### Сорочки та краватки
Сорочка для офіційного костюма повинна була мати манжет або манжет-«метелик» з відпрасованими «крильцями». В цілому манжети були дуже високими та жорсткими. Костюмні сорочки були жорсткими спереду. Іноді їх спереду декорували спеціальними запонками, а застібали сорочку позаду. Для неофіційних випадків були популярні смугасті сорочки.
Типовими були вузькі краватки-самов'язи. Краватки-аскоти надягали в офіційні випадки вдень, краватки-метелики — увечері.

### Аксесуари
Обов'язковою частиною офіційного костюму для вищого суспільства залишався циліндр. Капелюхи-гомбурги з м'якого фетру або жорсткі котелки носили з повсякденним піджачним костюмом. Солом'яні канотьє надягали для неофіційних випадків.
Чоловіче взуття зазвичай закривало щиколотку. Повсякденне взуття — звичайні чорні, сірі або коричневі закриті чоботи. Для офіційних випадків надягали парадні чоботи з білим верхом та ґудзиками по боках. В едвардіанську епоху з'явились класичні оксфорди — закриті чоловічі туфлі на шнурках.

## Дитяча мода
Одяг для дівчат в цю епоху наслідують одягу дорослих жінок. Дівчата носили сукні до колін, оброблені по краях мереживом або вишивкою або чимось на кшталт. Обробка нагадує обробку нічних сорочок для дорослих жінок. Звичайно до сукні надягали чорні туфлі або чоботи на ґудзиках або на шнурівці, шерстяні панчохи, а також рукавички з лайкової шкіри або в'язані гачком. Волосся зазвичай було довгим, завиті в локони, прикрашались стрічками. Для ігор допускалось надягати шаровари та в'язану кофтину.
Як спроба зробити зручніший одяг для ігор були придумані сукні для дівчат з короткими рукавами.
Як вуличне взуття носили взуття на ґудзиках або шнурках, взимку також одягали короткі гетри (до щиколоток). Це створювало видимість взуття з довгими ікрами.